# Chloé Dumas
 (janvier 2022).
Pour les articles homonymes, voir Dumas.
Chloé Dumas est une actrice née à Toulouse, en France.

## Biographie
Chloé Dumas débute enfant au théâtre classique, et obtient son baccalauréat littéraire avec mention à l'âge de 16 ans. Elle poursuit sa formation théâtrale en parallèle de ses études universitaires de lettres modernes françaises et anglaises. À 18 ans, elle emménage à Paris et poursuit sa formation au théâtre (Cours Florent) et à la caméra (Acting International) avant de travailler avec des coaches français et américains notamment pour le jeu, les langues, le chant et l'expression corporelle. Elle parle couramment anglais, français et espagnol.
Après une apparition en tant que Natalie Wood dans Gainsbourg, vie héroïque de Joann Sfar, elle prête son visage à la campagne W7 du réalisateur américain Bryan Buckley[pas clair], diffusée en 2010 en Europe et aux États-Unis.
Chloé Dumas est bilingue anglais/français, ce qui lui permet de décrocher le rôle de Candi dans Paris Connections, long-métrage britannique de Harley Cokeliss, où elle donne la réplique à Anthony Delon.
En 2011, elle tourne aux États-Unis, en France et en Espagne. Pour la chaîne Comedy Central à Hollywood, elle apparait dans la comédie Jon Benjamin Has a Van aux côtés de H. Jon Benjamin et Bob Odenkirk. De retour en France et sous la direction de Luc Chalifour, elle tient le rôle principal du téléfilm Résurrection diffusé sur France 2. Puis, c'est en Espagne qu'elle interprète la Bimbo de Seul à seul, des réalisateurs Nicolas Hugon et Bertrand Chanal.
Entre 2012 et 2013, elle tient un rôle principal au cinéma dans le long-métrage anglophone Dracula Reborn, tourné entre Vancouver, Paris et la Transylvanie roumaine. Elle cumule des projets pour le cinéma, comme le film Dixit de Leslie Villiaume, sélectionné au Short Film Corner du Festival de Cannes 2012 ; et pour la télévision, dans le rôle de Juliette Drouet pour les Secrets d'histoire de Victor Hugo.
En 2014, elle joue dans Tu es si jolie ce soir de Jean-Pierre Mocky ainsi que dans le long-métrage Uchronia (film), dans lequel Christophe Goffette réunit également Terry Gilliam, Robin Williams, Linh-Dan Pham, Chantal Lauby, Zoé Félix, Delphine Chanéac et d'autres. 
Elle débute 2015 par des recherches sur le Syndrome d'Asperger pour le rôle principal de la co-réalisation Je suis juste là, puis sur la Maladie d'Alzheimer pour le film Les Pins Célestes aux côtés de Marthe Villalonga et Damien Dorsaz. Elle tourne également dans d'autres courts-métrages tels que 8 minutes de Jean Fantou et Héroïne de François Nolla.
Entre juin et septembre 2015, elle tient le rôle principal du long-métrage Pièce Démontée, road-movie parcourant le sud-ouest de la France, puis le rôle principal féminin du long-métrage dramatique Dernier Souffle (Last Breath).
Durant le premier trimestre 2017, Chloé Dumas tient le rôle principal féminin de trois films respectivement en espagnol, en français puis en anglais. Le court-métrage El Inquilino et le long-métrage On n'est pas en week-end, tandis que le thriller anglophone The Follower de Kevin Mendiboure, pour une sortie le 31 octobre 2017 à l'occasion d'halloween. 
De décembre 2017 à mars 2018, Dumas tient un rôle récurrent (et maintenu secret) dans une nouvelle série USA/UK, adaptation d'un best-seller contemporain, qui sera diffusée sur Sky1 le 14 septembre 2018[source secondaire nécessaire].

## Filmographie

### Cinéma

#### Longs-métrages
- 2009 : Gainsbourg, vie héroïque de Joann Sfar
- 2010 : Paris Connections de Harley Cokeliss
- 2014 : Tu es si jolie ce soir de Jean-Pierre Mocky
- 2015 : Dracula: Reborn de Attila Luca
- 2016 : Dernier Souffle (Last Breath) de Seyed Hosseini
- 2017 : Uchronia de Christophe Goffette
- 2017 : The Follower de Kévin Mendiboure
- 2018 : Pièce démontée de Rosalie Lemonnier
- 2018 : Merci pour les clés de Romain Mogenet et Régis Van Houtte

#### Courts-métrages
- 2007 : MAD de Cosme Peron
- 2009 : Agency de Claudio Dinapoli
- 2010 : Fuck Sida de Pierre Folliot
- 2011 : Zones d'Ombre de Salih Branki
- 2011 : Frangin, frangine d'Anthony Sonigo
- 2011 : Seul à Seul de Nicolas Hugon et Bertrand Chanal
- 2012 : Génération Y de M.A. Abel
- 2012 : Jungle Bogey de Tommy Gury
- 2012 : Dixit de Leslie Villiaume
- 2012 : Endors-toi de Claire Hamon-Winding
- 2012 : Day 0 de Sylvain Bérard
- 2012 : Sous ma peau de Antoine Calmel
- 2013 : Stalemate de Lou de Bausset
- 2013 : Qui Veut du Quatre-Quarts? de Leslie Villiaume
- 2015 : Je suis juste là de Jade Le Bloas et Camille Mapoula
- 2015 : Les Pins Célestes de Rémi K. Chevalier
- 2015 : 8 minutes de Jean Fantou
- 2016 : Héroïne de François Nolla
- 2016 : Acteurs de Jonathan Bruzat
- 2016 : Pièce Démontée de Rosalie Lemonnier et Manon Rimbaud
- 2016 : Mon Amour de François Nolla
- 2016 : Fragile de Khalifa Almarri avec le soutien de La Femis
- 2016 : Paris de Axel Zeltser
- 2016 : Frédérique de Elodie Dupuis
- 2016 : Deadline de Mathilde Sereys
- 2017 : Leo et les bas de Carole Gounot
- 2017 : On n'est pas en week-end! de Romain Mogenet
- 2017 : El Inquilino de Sebastien Magnon

### Télévision

#### Téléfilms
- 2009 : Louis XV, Le Soleil Noir de Thierry Binisti (téléfilm)
- 2011 : Résurrection de Luc Chalifour (téléfilm)
- 2012 : Secrets d'histoire de Victor Hugo de David Jankowski (téléfilm)

#### Séries télévisées
- 2008 : Nos années pension
- 2008 : Décide-toi, Clément
- 2009 : Joséphine, ange gardien
- 2009 : Le juge est une femme
- 2009 : DRH
- 2011 : Jon Benjamin Has a Van de Leo Allen
- 2011 : Le Jour où tout a basculé, épisode Mon père n'est pas mort : Adèle
- 2012 : C'est la crise ! d'Anne Roumanoff
- 2013 : On ne demande qu'à en rire d'Anthony Joubert
- 2016 : L'émission d'Antoine d'Antoine de Caunes (Canal+)
- 2016 : Guru de Yassine Azzouz
- 2017 : Nina d'Eric Le Roux
- 2018 : A Discovery of Witches : Méridianna

## Théâtre
- 2000 : Phèdre de Jean Racine, mise en scène Jacques Duchas
- 2002 : La Chasse aux jobards d'Eugène Labiche, mise en scène Lisbeth Bernadou
- 2003 : L'École buissonnière d'Eugène Labiche, mise en scène Lisbeth Bernadou
- 2005 : Le Soulier de satin de Paul Claudel, mise en scène Élodie Sörensen
- 2005 : Ruy Blas de Victor Hugo, mise en scène Élodie Sörensen
- 2006 : Juste la fin du monde de Jean-Luc Lagarce, mise en scène Mélissa Broutin
- 2006 : Le Sang des Atrides d'après Eschyle, mise en scène Mélissa Broutin
- 2008 : Un homme... vite ! de Zilberstein, mise en scène Maryline Gendre, théâtre Le Paris (Festival d'Avignon)

### Web
- 2011 : Booty Call d'Anthony Adam : Alicia (avec Guillaume Pley)
- 2011 : Ce Soir Il Conclut de Paul Paulsen : Serena